# Старотуруханск
Старотуруха́нск (в 1672—1780 годах — Но́вая Мангазе́я, до 1925 года — Туруха́нск) — деревня, находящаяся на межселенной территории Туруханского района Красноярского края, на берегу реки Турухан в 6 км от её впадения в Енисей, в 1474 км к северу от Красноярска.
В деревне располагается рыболовецкий стан и нефтегазоразведочная экспедиция.

## История
Поселение основано в 1607 году воеводами Мангазейского уезда Давыдом Жеребцовым и Курдюком Давыдовым как Туруханское зимовье. Благодаря удобному расположению на Енисее и связи речным путём по Турухану с Мангазеей, зимовье быстро становится важнейшим хозяйственным центром в нижнем течении Енисея. После первого большого пожара в Мангазее в 1619 году стало заселяться мангазейцами и превратилось в город. Строятся торговые лавки, бани, дворы приказчика и воеводы мангазейского, который часто приезжает сюда для таможенного сбора, ставятся острожные стены, возводится Никольская церковь. Туруханск становится центром ярмарочной торговли и базой продвижения русских в Северную и Восточную Сибирь.
Опустошительные пожары в Мангазее в 1642 и 1662 годах привели к окончательному её запустению. Ко времени, когда в Москве решили перенести старую Мангазею на более удобное место, Туруханский острог был наиболее подходящим в экономическом, транспортном и демографическом отношениях поселением. Сибирский приказ предоставил выбор нового места воеводе Мангазеи, хотя и предложил в качестве такого село Монастырское, где тогда существовал Троицкий Туруханский монастырь. Но мангазейский воевода Д.  Наумов, по народной легенде, выбрал для строительства нового города Туруханский острог жребием – игрой в кости. В 1670 в Туруханск переводится воеводское управление из Мангазеи. С 1672 года город стал называться Новая Мангазея.

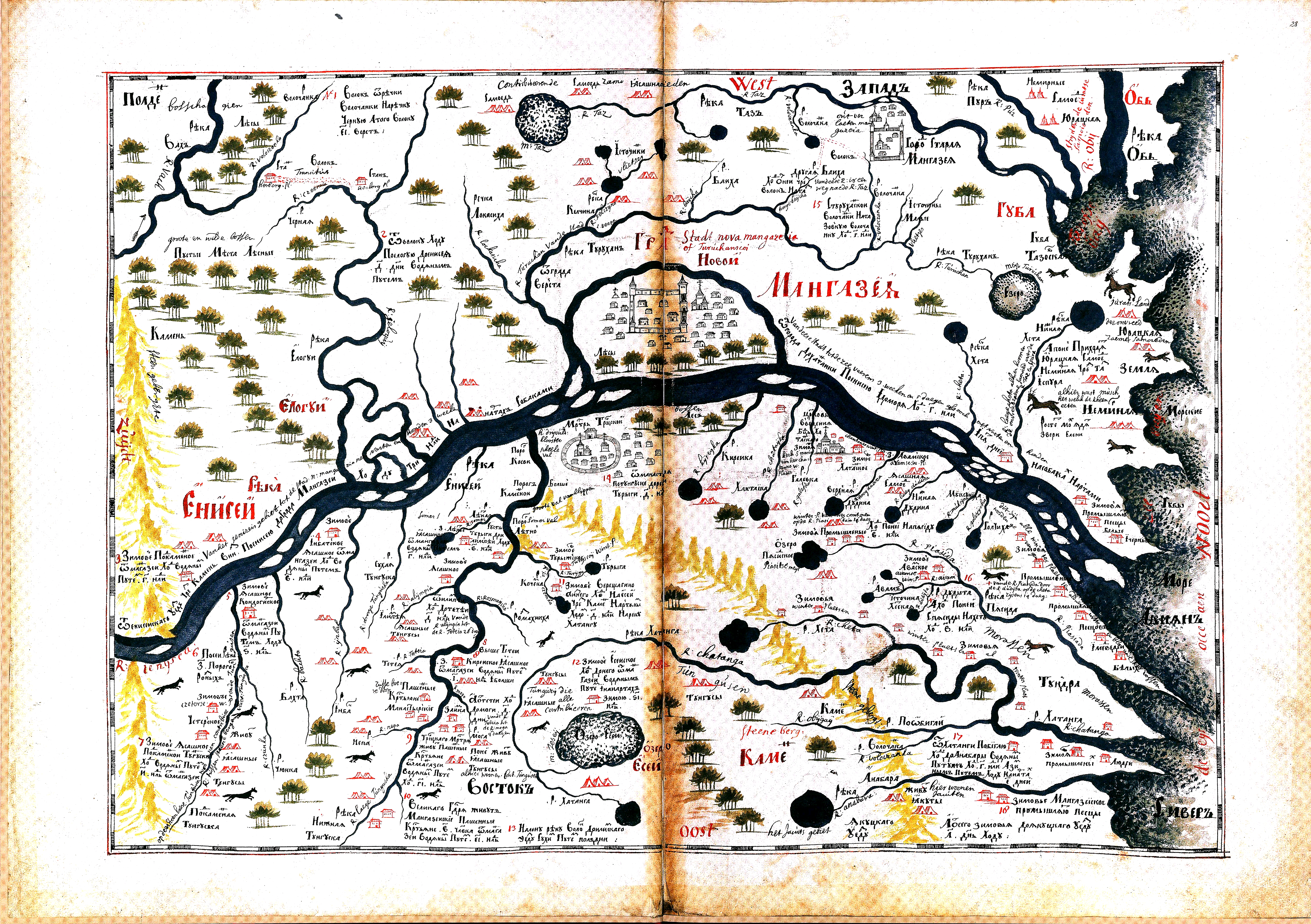
Карта города Новая Мангазея с окрестностями конца XVII века из "Чертежной книги Сибири, составленной тобольским сыном боярским Семеном Ремезовым в 1701 г.", - СПБ, 1882

12 июня 1672 под руководством воеводы Д. Наумова и посадских людей Бориса Иванова, Фёдора Осташева и Николы Савина началось строительство военных укреплений нового города, располагавшегося на холме, окружённом с трёх сторон реками. Помимо мангазейских и туруханских людей, новый город строили артели енисейских плотников. Длина стен достигала 312 м, ширина – 2,8 м, высота – около 6  м. По углам стояли 4 глухие башни. На восточной стороне, обращённой к Енисею, находилась проезжая двухъярусная башня высотой около 25 м. К осени строительство стен было закончено. На каждой башне была установлена пушка, котёл с кипятком и запас камней для отражения набегов местных племён. Внутри крепости размещался двор воеводы, приказная и ясачная избы, казённые амбары и церковь Святого Николая.
В 1676—1679 годах воеводой Новой Мангазеи был И. П. Савёлов.

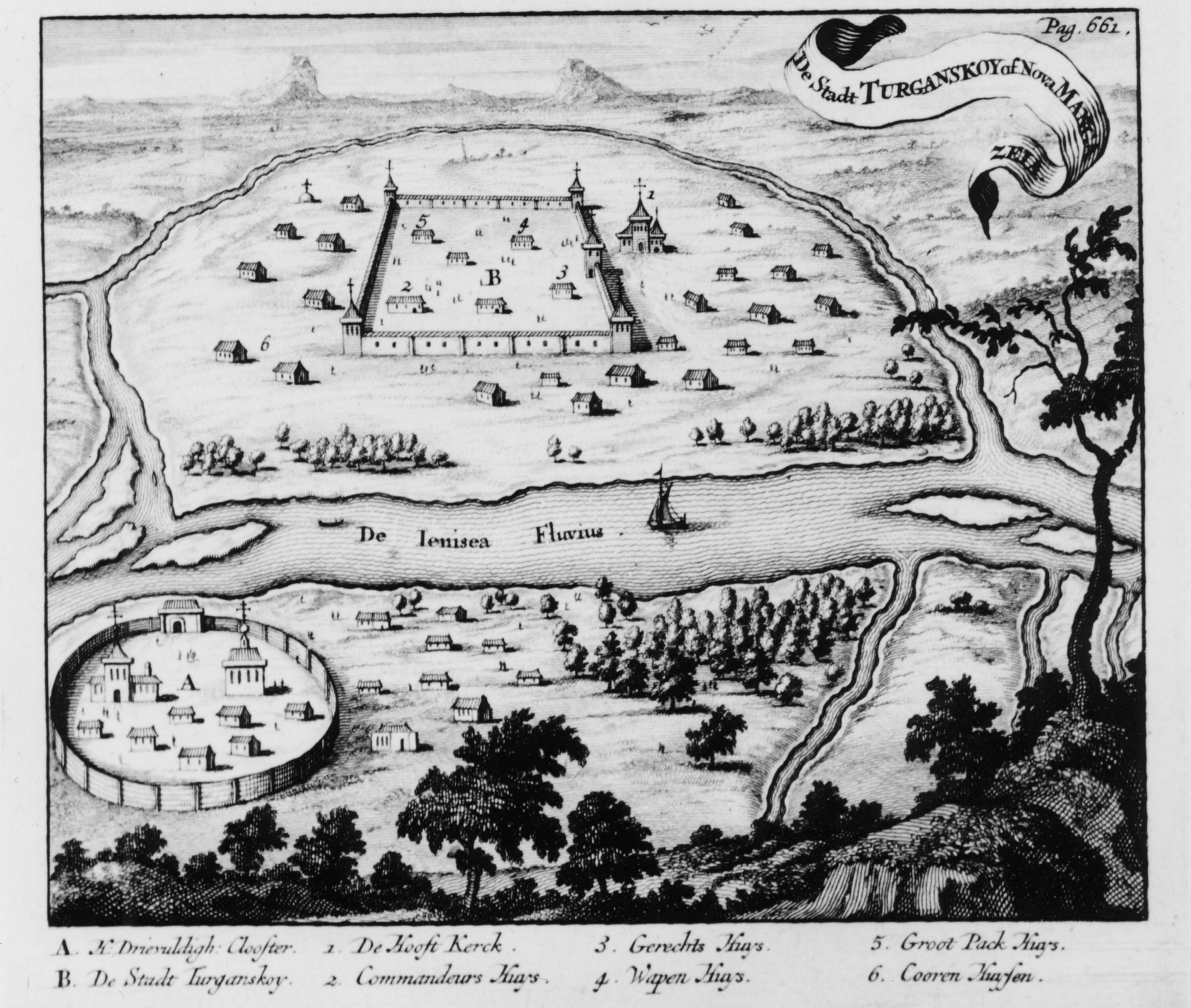
Новая Мангазея на рисунке Николааса Витсена

Со второй половины XVII века и в течение всего XVIII веков Новая Мангазея — крупный торговый центр, специализировавшийся на торговле пушниной и рыбой. Каждый год с 29 июня – дня Святых Петра и Павла – в течение двух недель в городе проходила ярмарка, оборот которой составлял около 30 тысяч рублей. Ярмарка являлась связующим звеном товарообмена между землями в бассейнах рек Нижняя Тунгуска, низовий Енисея, Курейки, Хантайки, Дудинки, Хатанги, Таза, Нижней Оби. На неё съезжались купцы и торговцы не только из Сибири, но и со всей России. Гостиный двор имел 25 лавок; кроме того, много временных лавок и балаганов строились на открытом месте, а примерно в 25 км от города происходила ярмарка на судах и лодках.
В течение XVIII века через город пролегал путь многих полярных исследователей и экспедиций. В нём побывали Д. Л. Овцын, Х. П. Лаптев, С. И. Челюскин.
В 1735 году Новая Мангазея стала центром Новомангазейского уезда Тобольской провинции Сибирской губернии. Рядом с городом со временем образовался посад, в котором была построена Преображенская церковь. В 1763 её приход вместе со всеми близлежащими зимовьями составляли 802  человека обоего пола, проживавшие в 105  домах. В самом городе в это время постоянно проживало 250 человек.
Через 100 лет после строительства городовые стены за ветхостью были разобраны, но башни сохранялись вплоть до начала XIX  века.
В 1780 году Новая Мангазея была переименована в Туруханск, уезд — в Туруханский. С 1782 года — центр Туруханского округа Тобольского наместничества (с 1796 года по 1804 год — в Тобольской губернии). 
В 1784 году население города достигло наибольшего количества — 743 человека. В 1790 в Туруханске находилось 97 обывательских дворов, гостиный двор с 24 купеческими лавками, 5 магазинов и амбаров.

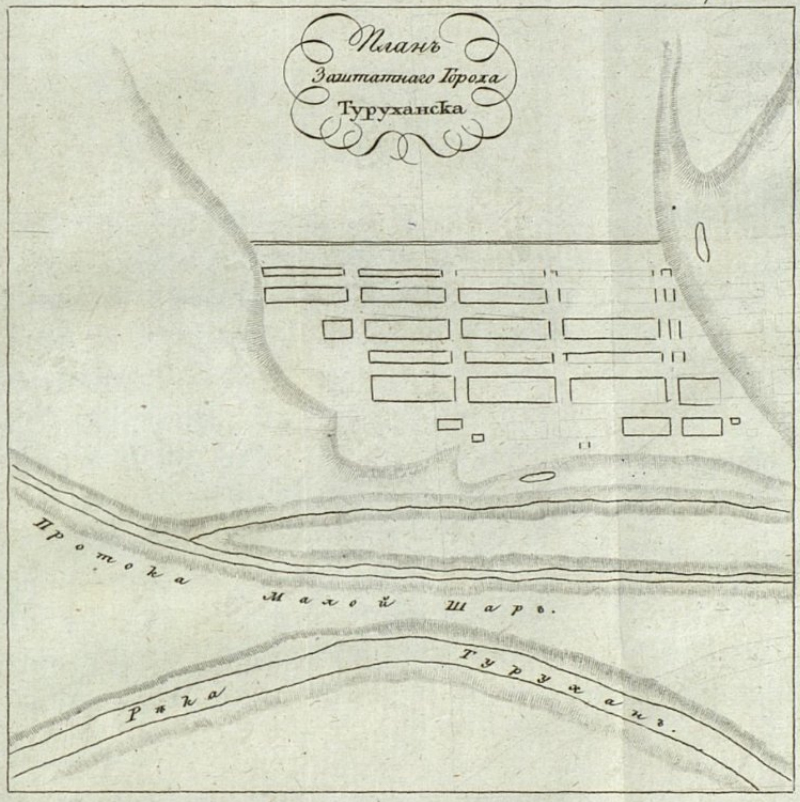
План Туруханска 1831 г.
Из книги: Пестов И. С. Записки об Енисейской губернии Восточной Сибири, 1831 года / составленные статским советником И. Пестовым. — Москва : Унив. тип., 1833

В 1822 году Туруханск стал заштатным городом Енисейского округа Восточно-Сибирского генерал-губернаторства Енисейской губернии.
В 1829 году в Туруханске была построена каменная церковь Преображения Господня. Её строителем был именитый гражданин Енисейска Матвей Фёдорович Хорошев. Кроме неё в городе была деревянная церковь во имя Апостолов Петра и Павла.
В 1831 году в городе были казённые хлебный магазин, соляной амбар, винный и пороховой подвалы. Управлял городом и окрестностями Отдельный заседатель, торговлей солью заведовал соляной пристав. В Туруханске размещалась сотня казаков Енисейского полка, которые несли караулы на постах, собирали ясак с тунгусов и остяков и доставляли им хлебные запасы. Кроме них в городе проживали 231 мещан и 35 крестьян в 52 домах. «Жители Туруханска мужеского пола, самое малое время пребывание своё имеют в городе, но всегда почти на промыслах в дальних местах, в лесах в звериной, а по рекам рыбной ловле, летом и зимою; а потому, не имея вовсе хлебопашества, на зиму, которая в Туруханском крае продолжается более девяти месяцев, запасают и питаются по большей части рыбою и дикой птицею: дикими гусями, утками, куропатками, тетеревами, равно и другими; также зверями: оленями, зайцами, белками, соболями, горностаями и прочими». «Они … всегда спокойны и довольны своею такое участью; кто бы осмелился им предложить о переселении на плодородные хлебопашенные изобильные места, тот окажется против их большим врагом и нарушителем спокойствия в благодатной по их довольствию настоящей их жизни».
26 февраля 1831 года Сенат издал указ «Об устройстве почтового управления в Енисейской губернии». В Красноярске была учреждена губернская почтовая контора, в Туруханске открыто почтовое отделение. 
С начала XIX  века в связи со смещением торговых путей южнее, а также уменьшением торговли пушниной вследствие истребления пушных зверей, Туруханск стал приходить в упадок, население стало уменьшаться. В 1801 году в нём проживало 498 человек, в 1822 — 365, в 1842 — 394, в 1863 — 248 душ мужского пола. Помимо этого в конце XIX века произошло изменение русла протоки Малый Шар, на берегу которой находился город, из-за чего он оказался отделён от Турухана болотами и мелкими озёрами, а сам Турухан — обмелел. В 1897 году в Туруханске проживало уже только 212 человек.
В 1909 году Туруханск был разграблен и подожжён разбойничьей шайкой, состоящей из ссыльных террористов, в пожаре сгорела половина домов. Вместе с полицейским управлением был сожжён ценнейший краевой архив. В нём хранились все исторические документы с самого возникновения города в 1607 году.
После этого Туруханск оставался городом лишь номинально. К началу 1912 года в нём проживало 127 человек в 47 домах. В результате в 1912 году административные и торгово-хозяйственные учреждения были переведены в село Монастырское, находившееся на правом берегу Енисея в 30 км выше по течению. Монастырское было переименовано в 1924 году в Ново-Туруханск, а затем, в начале 1930-х – в Туруханск. 
Постановлением Временного правительства от 11(24) октября 1917 года (СУ. 1917 г., № 275, ст. 2019) Туруханск преобразован в село. С 25 мая 1925 года — в составе Монастырского района Туруханского края Красноярского округа Сибирского края. В конце 1920-х село Туруханск было переименовано в Старотуруханск.
До 2005 года деревня входила в состав Туруханского сельсовета как административно-территориальной единицы (по другим данным, в Сургутихинский сельсовет).
В 2013 году в Старотуруханске на месте городища Новая Мангазея среди руин жилого дома традиционного русского типа конца XVIII века нашли первую в Сибири берестяную грамоту, на которой написан кириллический алфавит от буквы i до конца.

## Население
| 2010 |
| ---- |
| 72   |